# Knäbergstjärnen, Lappland
Knäbergstjärnen är en sjö i Storumans kommun i Lappland och ingår i Umeälvens huvudavrinningsområde.